# Боуд (Айова)
Боуд (англ. Bode) — місто (англ. city) в США, в окрузі Гумбольдт штату Айова. Населення — 302 особи (2010).

## Географія
Боуд розташований за координатами 42°52′5″ пн. ш. 94°17′10″ зх. д. / 42.86806° пн. ш. 94.28611° зх. д. (42.868027, -94.286242).  За даними Бюро перепису населення США в 2010 році місто мало площу 1,06 км², уся площа — суходіл.

## Демографія
Згідно з переписом 2010 року, у місті мешкали 302 особи в 130 домогосподарствах у складі 83 родин. Густота населення становила 286 осіб/км².  Було 165 помешкань (156/км²).
Расовий склад населення:
| - 90,4 % — білих - 1,3 % — корінних американців - 7,3 % — осіб інших рас |

До двох чи більше рас належало 1,0 %. Частка іспаномовних становила 7,6 % від усіх жителів.
За віковим діапазоном населення розподілялося таким чином: 25,8 % — особи молодші 18 років, 53,3 % — особи у віці 18—64 років, 20,9 % — особи у віці 65 років та старші. Медіана віку мешканця становила 41,3 року. На 100 осіб жіночої статі у місті припадало 100,0 чоловіків;  на 100 жінок у віці від 18 років та старших — 86,7 чоловіків також старших 18 років.
Середній дохід на одне домашнє господарство  становив 47 658 доларів США (медіана — 41 250), а середній дохід на одну сім'ю — 53 596 доларів (медіана — 34 792). За межею бідності перебувало 15,1 % осіб, у тому числі 8,1 % дітей у віці до 18 років та 2,0 % осіб у віці 65 років та старших.
Цивільне працевлаштоване населення становило 157 осіб. Основні галузі зайнятості: сільське господарство, лісництво, риболовля — 22,9 %, виробництво — 17,2 %, роздрібна торгівля — 14,0 %, освіта, охорона здоров'я та соціальна допомога — 13,4 %.